# 草野康太
草野 康太（くさの こうた、1975年2月26日 - ）は、日本の俳優。神奈川県横浜市生まれ。劇団ひまわり出身。アルファーエージェンシー所属（ - 2007年12月）後、2009年からアンフィニー所属。1986年、テレビドラマ「大人になるまでガマンする」で子役としてデビュー。

## 出演

### 映画
- プルシアンブルーの肖像（1986年）
- バカヤロー! 私、怒ってます 第四話「英語がなんだ」（1988年） - 向坂元気 役
- 二十才の微熱（1993年） - タカシ 役
- 渚のシンドバッド（1995年） - 吉田浩之 役
- わが心の銀河鉄道・宮沢賢治物語（1996年） - 苦学生 役
- 富江（1999年） - 斉賀祐一 役
- Rainbow （1999年） - 主演 トーイ 役
- 月光の囁き（1999年） - 植松正一 役
- セカンドチャンス（1999年）
- ざわざわ下北沢（2000年） - 神田くん 役
- 黄泉がえり（2003年）
- 眠る右手を（2003年） - 主演 辻堂シン 役
- サル（2003年） - 栗田佑介 役
- き・れ・い？（2004年） - 野村健 役
- 恋するトマト（2005年）
- female【フィーメイル】「桃」（2005年） - 田村真二郎 役
- 不良少年（ヤンキー）の夢（2005年）
- ソースの小壜 「重松清・愛妻日記より」（2006年） - 主演 公平 役
- 青に咲いた日（2007年）
- 世界はときどき美しい 第五章「生きるためのいくつかの理由」（2007年） - 大輔 役
- 小津の秋（2007年） - 河元達也 役
- 夕映え少女「イタリアの歌」（2008年）
- 猫を飼う（2008年）
- 犬と私の10の約束（2008年）
- 口裂け女2（2008年） - 小島健二 役
- きらきら（2009年） - 池田健二 役
- FOOL'S GOLD（2010年） - 夫 役
- 世界の終わりの次の日の朝（2010年） - 神崎 役
- THEAI（2010年） - 滝澤修二 役
- スイートリトルライズ（2010年） - 黒木 役
- ペダルの行方（2010年） - 瀬田俊哉 役
- 失恋殺人（2010年） - 明智小五郎 役
- アワ・ブリーフ・エタニティ/OUR BRIEF ETERNITY（2010年） - 主演 テル 役
- CRAZY-ISM クレイジズム（2011年） - 守屋潤一 役
- Miss Boys!「決戦は甲子園!?編」（2011年） - 嘉門哲郎 役
- Miss Boys!「友情のゆくえ編」（2012年） - 嘉門哲郎 役
- ソウル・オブ・ロック（2012年） - ユダ 役
- 私の叔父さん（2012年） - 酒井秀夫 役
- 僕の中のオトコの娘（2012年） - カレン 役
- 夜明け前 朝焼け中（2013年） - 長尾卓巳 役
- 太陽からプランチャ（2014年） - 斎藤幸次 役
- 太陽の坐る場所（2014年） - 新津 役
- Life works vol.4 『雨の車内で』（2014年）
- D坂の殺人事件（2015年） - 明智小五郎 役
- ×××（KISS KISS KISS）『いつかの果て果て』（2015年） - 安川治 役
- 野良犬はダンスを踊る（2015年） - 宮崎弦汰 役
- 夕暮れの催眠教室（2016年） - 今日子の父 役
- 屋根裏の散歩者（2016年） - 明智小五郎 役
- 貌斬り KAOKIRI〜戯曲「スタニスラフスキー探偵団」より〜（2016年） - 尾形蓮司 役
- 痣（2017年） - 男A 役
- 馬の骨（2018年） - 江口 役
- モダン・ラブ（MODERN LOVE）（2018年） - 高橋 役
- 十年 Ten Years Japan「いたずら同盟」（2018年）
- プレイルーム『クローン・ハート』（2018年）
- サクリファイス（2020年） - 漣 役
- メビウスの悪女　赤い部屋（2020年）
- 劇場版 ほんとうにあった怖い話2020～呪われた家～（2020年）
- サッドネス・パパ（2021年）
- モルエラニの霧の中（2021年[1]） - 岸田亮介 役
- 裸の天使　赤い部屋（2021年）
- 聖なる蝶　赤い部屋（2021年）
- グッドバイ、バッドマガジンズ（2022年）
- ワタシの中の彼女（2022年） - コウジ 役
- 早乙女カナコの場合は（2025年）[2]
- 行きがけの空（2025年） - 宮坂善生 役[3]

### テレビドラマ
- 赤い記憶（1985年、日本テレビ）
- 大人になるまでガマンする（1986年、TBS）
- 森繁久彌の七人の孫（1987年、TBS）
- 独眼竜政宗（1987年、NHK） - 権八郎 役
- 超人機メタルダー 第7話 「ゴールを決めろ！タグ兄弟との炎の決闘」（1987年5月4日、テレビ朝日 / 東映） - 田中太郎 役
- 愉快な結婚仕掛人（1988年、テレビ東京）
- オレゴンから愛'88 ホームステイサマー（1988年、フジテレビ）
- 彼女はピカソに恋してる（1989年、フジテレビ）
- 家庭の問題（1989年、TBS）
- 天下茶屋の八ちゃん（1989年、NHK）
- 妻の疑惑（1989年、YTV）
- はいすくーる落書 第2シリーズ（1990年、TBS） - 天野克也 役
- 名奉行 遠山の金さん 第4シリーズ 第15話「覗かれた砂絵の女」（1992年3月5日、テレビ朝日 / 東映） - 庄太 役
- 教師夏休み物語（1992年、日本テレビ）
- 未青年　盛り場の行きずり殺人事件（1993年、日本テレビ）
- 走らんか!（1995年、NHK） - 江頭高之 役
- 土曜ワイド劇場「私を信じて！」（1997年、テレビ朝日）
- 英二ふたたび（1997年、フジテレビ）
- 父さんは森に隠れる（1997年、NHK） - 沢井俊一 役
- ボディーガード（1997年、テレビ朝日）
- 名探偵保健室のオバさん（1997年、テレビ朝日）
- 御家人斬九郎 第3シリーズ 第7話（1997年、フジテレビ） - 徳三郎 役
- 風になれ鳥になれ（1998年、NHK）
- ご就職（1998年、NHK）
- 美少女H 第10話（1998年、フジテレビ）
- 新選組血風録（1998年、テレビ朝日） - 奥沢栄助 役
- 可愛いだけじゃダメかしら? 第5話（1999年2月8日、テレビ朝日）
- しくじり鏡三郎（1999年、NHK） - 伊助 役
- ファミリー（1999年、MBS）
- 美少女H3・赤い波涛（1999年、フジテレビ） - 水上達也 役
- 隠密奉行朝比奈2 第7話（1999年、フジテレビ） - 中原桂二郎 役
- 女性捜査官アイキャッチャー（1999年、NHK）
- オアシス（2000年、NHK） - 主演
- はみだし刑事情熱系IV 第21話「ネット殺人を暴け!!真実と嘘のセクハラ」（2000年、テレビ朝日） - 宮坂智也 役
- はぐれ刑事純情派（テレビ朝日）
  - 第13シリーズ 第10話「襲われた女子大生！殴られ屋が殺人犯!?」（2000年） - 寺田大地 役
  - 第15シリーズ 第21話「嫁vs姑、大バトル！チョコレートうどんを食べる女」（2002年） - 大槻達哉 役
- 京都潜入捜査官 THE SLIPPERS 第10話（2000年、テレビ朝日）
- 夫についての情報（2000年、NHK）
- 女と愛とミステリー 京都グルメ旅行殺人事件（2001年、テレビ東京） ‐ 中村大介
- 最悪 (2001年、BS-i)
- 世にも奇妙な物語 春の特別編 「太平洋は燃えているか?」（2001年、フジテレビ） - 本田正生 役
- 恋人はスナイパー（2001年・テレビ朝日） - 矢部刑事 役
- 水戸黄門 第20話（2001年8月13日、TBS） - 清次 役
- 火曜サスペンス劇場（日本テレビ）
  - 警視庁鑑識班14（2002年4月9日）- 関内警察署刑事・小暮（戸塚香織の婚約者） 役
  - だます女だまされる女6（2003年8月26日）- 真壁亨 役
- 連続テレビ小説 さくら（2002年、NHK） - 曙大作（青年時代、回想シーン） 役
- 天体観測（2002年、フジテレビ）
- 武蔵 MUSASHI（2003年、NHK） - 北見新蔵 役
- ダムド・ファイル（2003年、名古屋テレビ） - 石原雅人 役
- おみやさん2 7話（2003年、テレビ朝日） - 城島慎一 役
- おふくろシリーズ 続・おふくろのお節介（2003年、フジテレビ）
- 水戸黄門（2003年9月8日、TBS） - 立花慎之介 役
- 八丁堀の七人5（2004年・テレビ朝日） - 栄治 役
- 温泉名物女将!湯の町事件簿5 (2004年、フジテレビ） - 高木俊介 役
- 水戸黄門（2004年4月26日、TBS） - 新三 役
- 剣客商売 第5シリーズ 第5話「消えた女」（2004年、フジテレビ / 松竹） - 庄太 役
- 新・京都迷宮案内2（2004年、テレビ朝日） - 藤巻徹 役
- 名奉行!大岡越前 第6話（2005年、テレビ朝日） - 幸太郎 役
- 六月の花嫁・四重奏（2005年、日本テレビ） - 谷口修 役
- 月曜ミステリー劇場「運のない女・最後の誕生日」（2005年、TBS）
- 水戸黄門（2005年11月14日、TBS） - 太郎 役
- DRAMA COMPLEX 戦国自衛隊・関ヶ原の戦い（2006年、日本テレビ） - 林道隆 役
- 繋がれた明日（2006年、NHK）
- 相棒 Season 4 最終話「桜田門内の変」（2006年、テレビ朝日） - 山田亨 役
- 特命!刑事どん亀 第5話（2006年、TBS） - 久井俊彦 役
- クロサギ 10話-11話（2006年、TBS）
- PS -羅生門- 10話（2006年、テレビ朝日） - 亀田信二 役
- マエストロ（2006年、WOWOW）
- 太閤記〜天下を獲った男・秀吉（2006年、テレビ朝日）
- 火曜ドラマゴールド アガサ・クリスティー「予告殺人」（2007年、日本テレビ） - 下田悟 役
- 復讐するは我にあり（2007年、テレビ東京） - 坂口吾郎 役
- 八州廻り桑山十兵衛〜捕物控ぶらり旅 7話（2007年、テレビ朝日） - 助蔵 役
- 陽炎の辻〜居眠り磐音 江戸双紙〜 最終話（2007年、NHK） - 釜崎弥之助 役
- お江戸吉原事件帖 第3話「女の誠・主さま命」（2007年、テレビ東京） - 直次郎 役
- トップセールス 4話（2008年5月、NHK） - 邦子の息子 役
- 相棒 Season 7 第4話「隣室の女」（2008年、テレビ朝日） - 福井陽一 役
- 京都地検の女5 第1話（2009年、テレビ朝日） - 倉島徹也 役
- わたしが子どもだったころ（2010年、NHK-BS-hi） - 坂口 役
- 水曜シアター9「捜査検事・近松茂道9 - みちのく安寿と厨子王伝説殺人事件」（2010年3月17日、テレビ東京） - 北方雅信 役
- マークスの山（2010年、WOWOW） - 戸部伸也 役
- 告発〜国選弁護人 4-5話（2011年、テレビ朝日） - 酒井秀夫 役
- 土曜ワイド劇場「検事・朝日奈耀子10」（2011年2月12日、テレビ朝日） - 鷲尾一也 役
- 土曜ワイド劇場「おとり捜査官・北見志穂15」（2011年4月9日、テレビ朝日） - 江崎康一郎 役
- 遺留捜査 第8話（2011年6月1日、テレビ朝日） - 江上伸治 役
- 金曜プレステージ「絶対零度 〜未解決事件特命捜査〜 Special」（2011年7月8日、フジテレビ） - 立花隆一 役
- 人類学者・岬久美子の殺人鑑定「死者を蘇らせるワインの謎!?」（2011年、テレビ朝日） - 酒井徹男 役
- 水戸黄門（2011年・TBS） - 戸祭謙吾 役
- 新・おみやさん 最終話 （2012年6月14日、テレビ朝日） - 中条澄夫 役
- 湯けむりドクター華岡万里子の温泉事件簿6（2012年7月4日、テレビ東京） - 蟹江秀一 役
- 総合診療医ドクターG『吐き気がとまらない』（2012年、NHK） - 早坂 役
- 最後のカチンコ〜新藤兼人・乙羽信子〜（2012年、NHK-BSプレミアム） - 鶴巻 役
- 科捜研の女 第12シリーズ 第2話（2013年1月17日、テレビ朝日） - 牧本圭一 役
- 湯けむりドクター華岡万里子の温泉事件簿7（2013年3月13日、テレビ東京） - 蟹江秀一 役
- ヒロシマ 復興を夢みた男たち（2013年3月16日、NHK） - 井上照夫 役
- 水曜ミステリー9「刑事長2」（2014年5月17日、テレビ東京） - 田野倉栄二 役
- おわこんTV 第7話・最終話（2014年8月12日・19日、NHK-BSプレミアム） - 槙野部長 役
- 月曜ゴールデン「警視庁機動捜査隊216IV」（2014年9月8日、TBS） - 本田刑事 役
- 金曜ドラマ 『ウロボロス〜この愛こそ、正義。』 第9話（2015年3月13日、TBS） - 早乙女哲郎 役
- 戦う!書店ガール 第4話（2015年5月5日、関西テレビ） - 篠田 役
- 京都人情捜査ファイル 第4話（2015年5月21日、テレビ朝日） - 中村耕平 役
- 泣きめし今日子2（2015年7月4日 -） - 医師 役
- ゴーストの恋（2015年8月28日、TOKYO MXテレビ） - 権藤銀吾 役[4]
- 水曜シアター9「新・旅行作家 茶屋次郎13・富嶽三十六景殺人事件」（2016年1月20日、テレビ東京） - 藤尾憲之 役
- 警視庁・捜査一課長 第5話（2016年5月12日、テレビ朝日） - 寺西智也 役
- 刑事7人 第2シリーズ 第8話（2016年9月7日、テレビ朝日） - 柳光太郎 役
- 科捜研の女 第16シリーズ 第6話（2016年12月1日、テレビ朝日） - 五十嵐浩介 役
- スモーキング 第4話（2018年5月11日、テレビ東京） - 鉄男 役
- 月曜名作劇場 「警視庁東京湾臨海署〜安積班」（2019年） - 河合亮助
- 死役所 第5話（2019年11月13日、テレビ東京） - 林雄作 役

### 舞台
- スタニスラフスキー探偵団（2015年1月8日 - 12日、明石スタジオ）

### オリジナルビデオ
- 尻を撫でまわしつづけた男 痴漢日記3（1996年）
- 尻を撫でまわしつづけた男 痴漢日記5（1997年）
- 足を舐める男 Leg Lover the ポチ（1997年）
- 鉄砲玉、散る〜ゲスは殺（と)ったれ!（1997年） - 浅野和也(菊江の恋人)
- 投稿写真の女（1999年）
- 犬木加奈子恐怖world 亡霊の棲む家（2000年）
- 新・第三の極道12 裏盃よ永遠に…（2000年） - ニシワキ
- あ・キレた刑事シリーズ（2001年） - 加山敬一 役
- コスプレ探偵（2009年） - 沢村尚人 役
- 群狼の伝説「血の報復決戦」（2009年） - 桂木敬吾 役
- 実録・若頭（2009年） - 小山 役
- 外道坊（2010年） - 川原弘志 役
- この男たち、狂暴にて（2010年） - 黒服 役
- 仁義の墓標（2010年） - 大塚刑事 役
- 抗争勃発!残酷やくざ秘録（2010年） - 伊勢悠人 役
- 堕悪〜DARK〜 1・2（2010年） - 高橋(ハッカー) 役
- 実録・若頭 完結編 (2011年)
- アンダーグラウンド (2011年)
- 修羅の覇道 完結編（2011年） - 関門会若衆 松尾嘉人 役
- 西成の顔(つら)（2012年） - 中井(刑事) 役
- 破門刑事（2012年） - 細貝直行 役
- 除籍 血濡れの怪文書（2014年） - 四代目七徳会毛利組若頭 副島太郎 役
- 制覇17（2018年） - 大貫淳二(弁護士) 役

### ラジオドラマ
- シリーズ・ラテンアメリカの文学1【ペルー】『誰がパロミノ・モレーロを殺したか』（2001年9月1日、NHK-FM）
- かぞくのたまご（2015年2月28日、NHK-FM）

### Webドラマ
- KADOKAWAシネマアンソロジー「セコい誘拐」（2002年3月30日、角川書店） - 後藤田タケシ 役
- 『モトカレ』　「Ep3.最低なアイツと最高のクリスマス」 第3話（2013年12月25日、AOI pro.）

### CM
- IDO東海（1999年）
- J-PHONE（1999年）
- サントリー なっちゃん（2000年）
- 栄光ゼミナール（2004年）
- アリコ「個人年金保険・バーベキュー編」（2005年）
- 明治製菓＆ポッカ「ココプレッソ/ロック部長篇」（2009年）
- NEC「瞬撮ケータイ docomoプライム/N-02B」（2009年）
- アデランスヘアクラブ「クラブはじまる篇・メンテナンス費不要篇・無償交換篇・クオリティ篇」（2010年）
- アデランスヘアクラブ「同窓編・喫茶ヘアクラブ偏」（2011年）
- シオノギ製薬　日本イーライリリー（2013年）
- うつの痛み（2013年）
- ジブラルタ生命「DAY ONE ストーリー」「ありがとう」（2014年）
- 日産「80周年記念車ジューク」篇（2014年）
- 幸せの丘ありあんす『季節に贈る〜ダイヤモンドより大切なもの〜』（2018年）

### ゲーム
- 街 〜運命の交差点〜（1998年・チュンソフト） - 篠田正志 役（主人公8人の1人）